# Antonov An-124

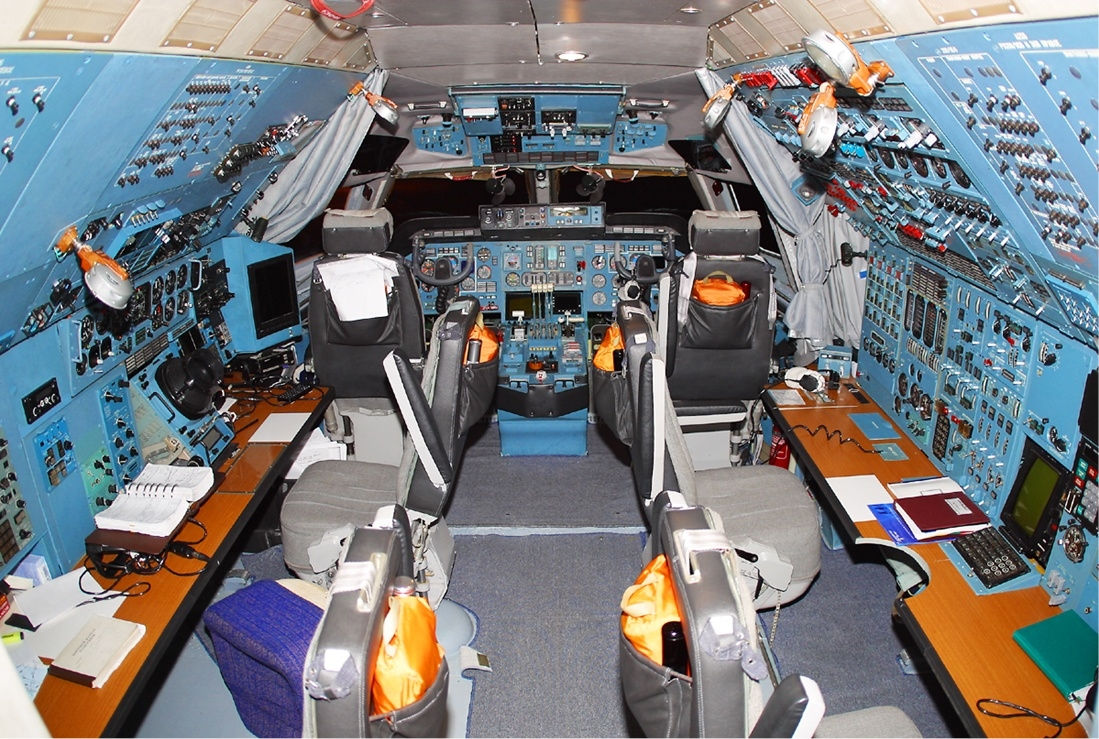
Cabine de um An-124 da Polet.

O Antonov An-124 Ruslan (nome de código OTAN: Condor) é um avião cargueiro de transporte civil e militar de grande capacidade. Foi durante um longo período o maior avião do mundo, isto antes da chegada do An-225, que foi desenvolvido a partir dele, com o intuito de transportar o ônibus espacial soviético Buran. Atualmente recuperou o título de maior avião cargueiro do mundo, após o seu irmão maior, o Antonov An-225 Mriya, ter sido destruído durante a guerra na Ucrânia em 2022.
Desenvolvido inicialmente como cargueiro militar (para o transporte de tanques, tropas e lançadores de mísseis, entre outras coisas), o primeiro protótipo An-124 voou em 26 de dezembro de 1982. Um segundo protótipo, chamado Ruslan (um herói dos povos russo e soviético), fez sua aparição ocidental no Airshow de Paris em Junho de 1985, anteriormente ao seu primeiro voo comercial, que ocorreu em janeiro de 1986.
Desde então, o An-124 estabeleceu uma série de recordes. Sua maior conquista foi a mais pesada carga transportada por via aérea, comercialmente: um gerador de 124 toneladas, associado a outros itens alocados no seu interior, com um peso total de carga de 132,4 toneladas, no final de 1993.
Características notáveis incluem o nariz (que, na verdade, é a porta de proa do compartimento de carga), as portas do compartimento de carga de cauda e trem de pouso de 24 rodas permitindo operações de pouso em asfalto, terra, grama e neve (desde que preparada para isso).
É o segundo maior avião produzido em massa. Ele perde apenas para o A380 da Airbus. Há mais de quarenta An-124 em serviço na Rússia, Ucrânia, Líbia e Emirados Árabes Unidos, entre outros países. Sua produção foi encerrada há alguns anos. Entretanto, ela será reiniciada e, até 2030, deverão ter sido entregues mais de cem novas unidades desse avião.
Ele também foi o avião com maior volume de carga transportada (1014 metros cúbicos) até a criação do Airbus A300-600 ST Beluga (1400 metros cúbicos). Atualmente, o maior avião de carga em volume transportado é o Dreamlifter da Boeing, com 1840 metros cúbicos. O compartimento de carga do Antonov An-124 tem 4,4 metros de altura e 36,5 metros (entre rampas) de comprimento. A rampa de proa (frontal) ainda deixa 2,10 metros utilizáveis e a de popa (traseira), 4 metros e meio. No total, temos 43,1 metros de comprimento. Já as larguras são, em metros, 6,4 na base, 3,996 no teto e 6,8 máxima. Ele também detém o recorde de mais longo voo feito por um avião! Ele decolou em maio de 1987 e, durante vinte e cinco horas e meia, voou 20.151 quilômetros sem reabastecer. Ele partiu com um peso total de 455 toneladas.

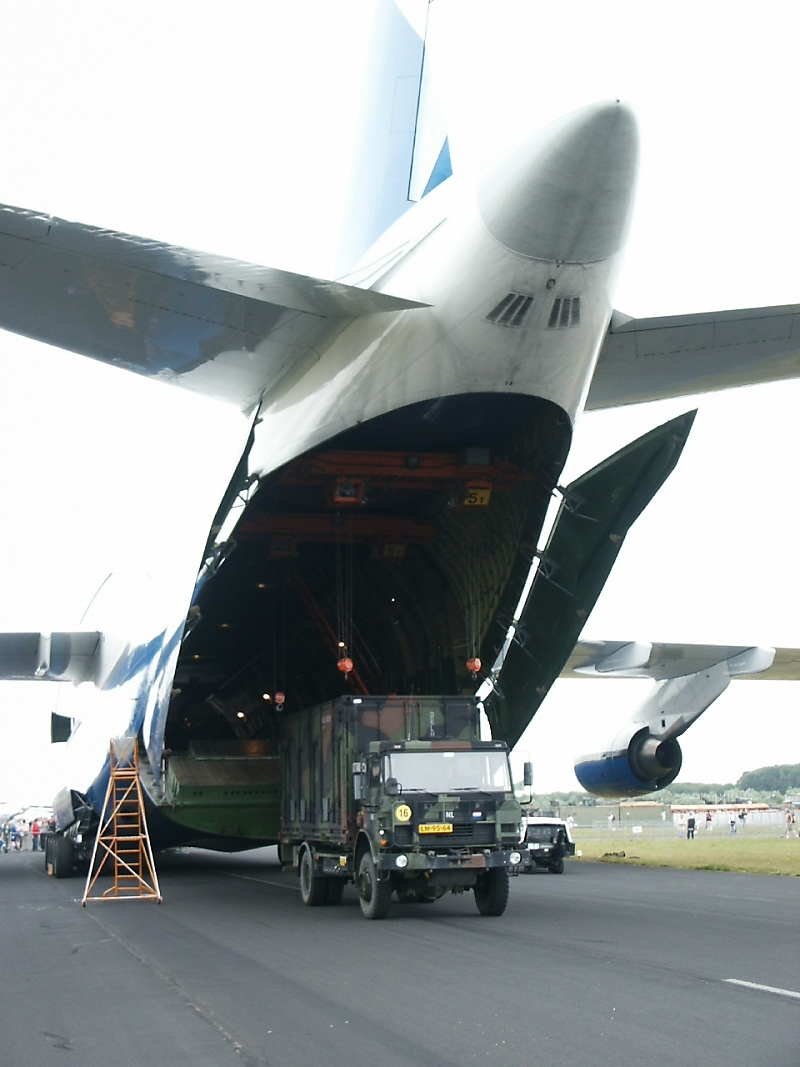
Caminhão sendo carregado pela porta traseira de um Antonov An-124. Note que guindastes o estão levantando.

## Variações

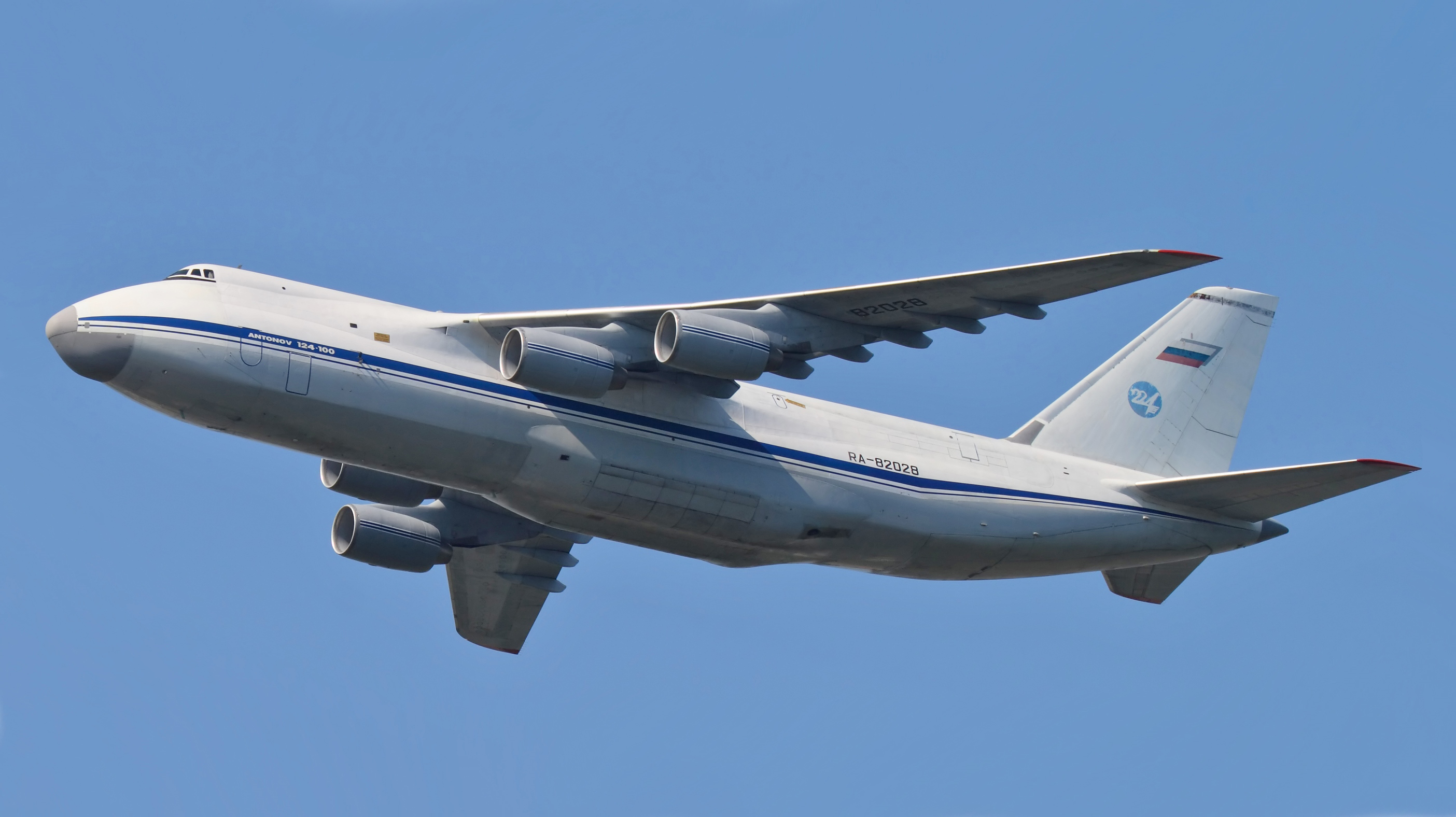
Um An-124 russo.

Antonov An-124 Ruslan
Essa é a versão original da aeronave, destinada para fins militares.
Antonov An-124-100
Essa é primeira versão do avião voltada para fins civis.
Antonov An-124-100M
Essa é a segunda versão civil do avião. Apresenta duas importantes melhorias: os motores foram trocados, visando decolagens em pistas menores e mais economia de combustível e a parte eletrônica foi substituída, inclusive diminuindo a tripulação para quatro. (O engenheiro de voo e o operador de comunicações não eram mais necessários.)
Antonov An-124-100V
Esse avião teve as naceles modificadas para atender às novas leis de redução de ruídos. As naceles receberam um reforço estrutural (proteção), cada uma. O barulho interno foi sensivelmente reduzido.
Antonov An-124-100MV
Esse avião apresenta as características tanto do Antonov An-124-100M quanto as do Antonov An-124-100V.
Antonov An-124-100M-150
Essa é a evolução da antepenúltima versão citada (o Antonov An-124-100M). Ela teve a capacidade máxima de carga e quantidade máxima de horas de voo aumentadas.
Antonov An-124-102
Essa versão do avião apresenta uma característica interessante: o aumento da altura do compartimento de carga para 6,7 metros. A sua tripulação foi mais um vez reduzida (para três).
Antonov An-124-130
Essa é uma versão apenas proposta da aeronave. Os detalhes são desconhecidos.
Antonov An-124-150
Essa versão apresenta várias melhorias, como a redução da tripulação de seis para quatro (como o Antonov An-124-100), controle digital dos freios, melhoria dos reversos, entre outras. Essas mudanças aumentaram substancialmente a vida útil da aeronave: agora, ela poderia voar mais de 45 mil horas (podendo chegar a cinquenta mil ou mais).
Antonov An-124-200
Mais uma vez modificaram o avião com a intenção de reduzir a pista de decolagem e economizar combustível. Dessa vez, eles adoram motores CF6-80C2 da GE.
Antonov An-124-210
Esse avião é parecido com o Antonov An-124-100, entretanto os motores que foram utilizados dessa vez foram os RB211-52H-T da Rolls-Royce em vez de motores da GE. Além disso, houve uma atualização na aviônica de avião. Isso não aconteceu no Antonov An-124-200.
Antonov An-124AK
Essa é a versão do Antonov An-124 destinada ao lançamento do míssil balístico Shtil-3A. Esse míssil seria levado a onze quilômetros de altitude e então seria lançado através da porta de popa (traseira). Esse avião pode abrir a porta de popa (traseira) sem a necessidade de pousar. Então, alguns paraquedas seriam acionados enquanto os motores do míssil não fossem devidamente iniciados. Depois disso, os paraquedas seriam ejetados.
Antonov An-124FFR
Esse avião foi projetado para ser o maior avião de combate a incêndios do mundo. Ele levaria mais de duzentas toneladas de água ou retardante de fogo até o incêndio e, então, despejaria tudo nele. Alternativamente, ele poderia descarregar uma parte da água em um incêndio e a outra parte em outro. Ou, então, em vários incêndios.
Antonov An-124KC
Esse avião, por incrível que pareça, foi desenvolvido para substituir os antigos KC-135's da Força Aérea dos EUA. São aviões destinados a reabastecer outros aviões sem que estes tenham que pousar, isto é, reabastecimento aéreo.
Antonov An-122KC
Essa é uma versão menor do Antonov An-124KC, dotada de apenas dois motores. Detalhes sobre essa versão são desconhecidos.

## Algumas Fotos
Abaixo são exibidas algumas fotos do Antonov An-124. As legendas descrevem a versão.

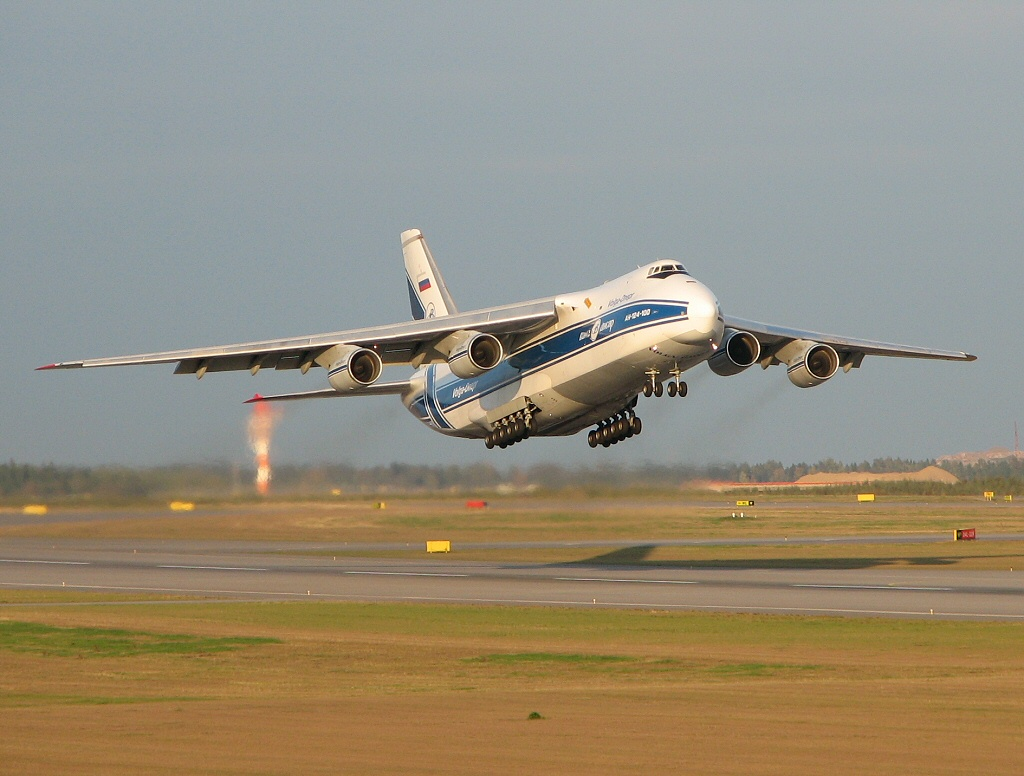
Decolagem do Antonov An-124. Ele está partindo do aeroporto Helsinki-Vantaa.
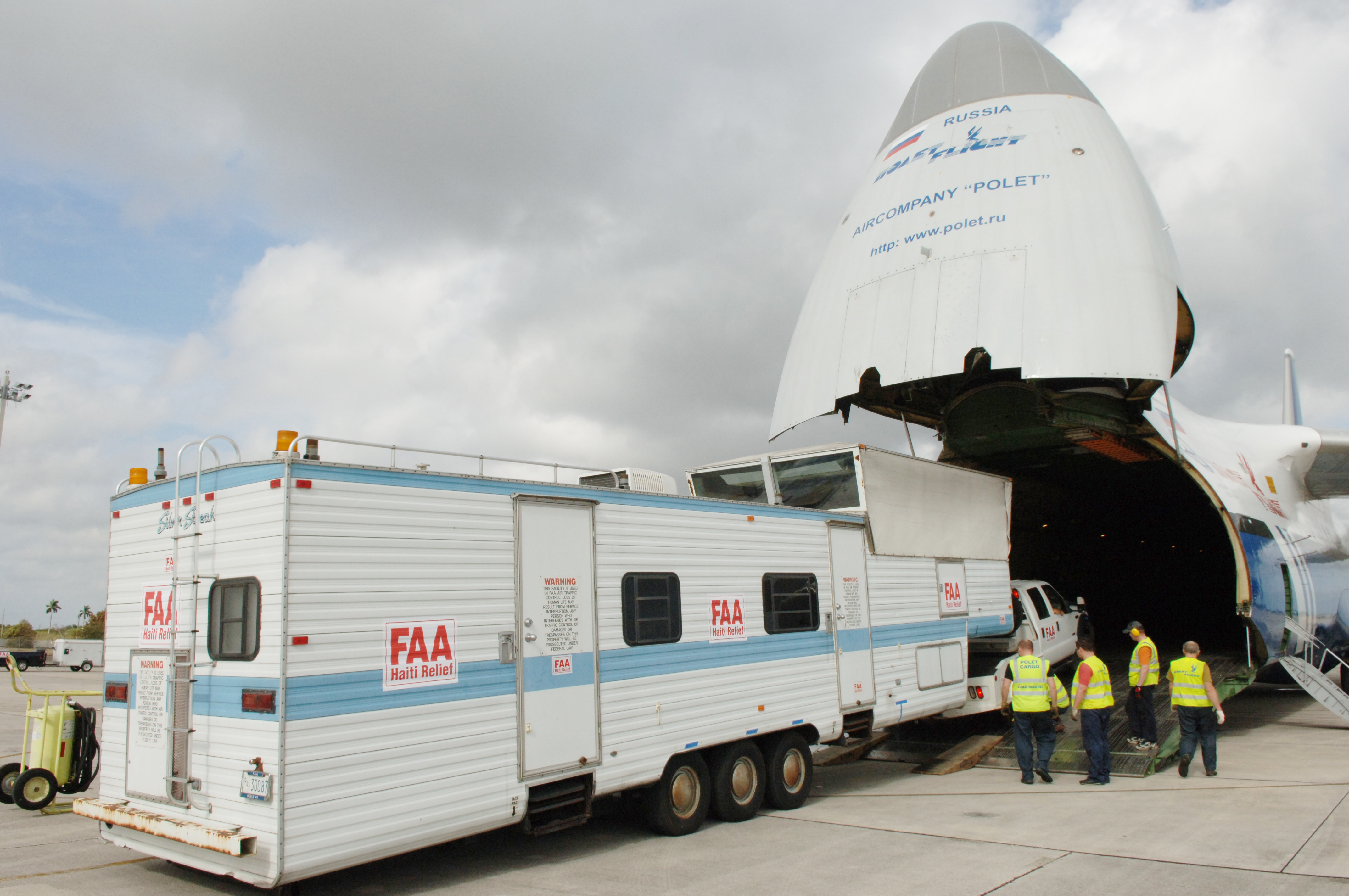
Uma "torre" de controle de tráfego aéreo móvel sendo carregada no Antonov An-124 para o Haiti. Esse equipamento foi enviado para atender às necessidades do país após o terremoto de 2010.
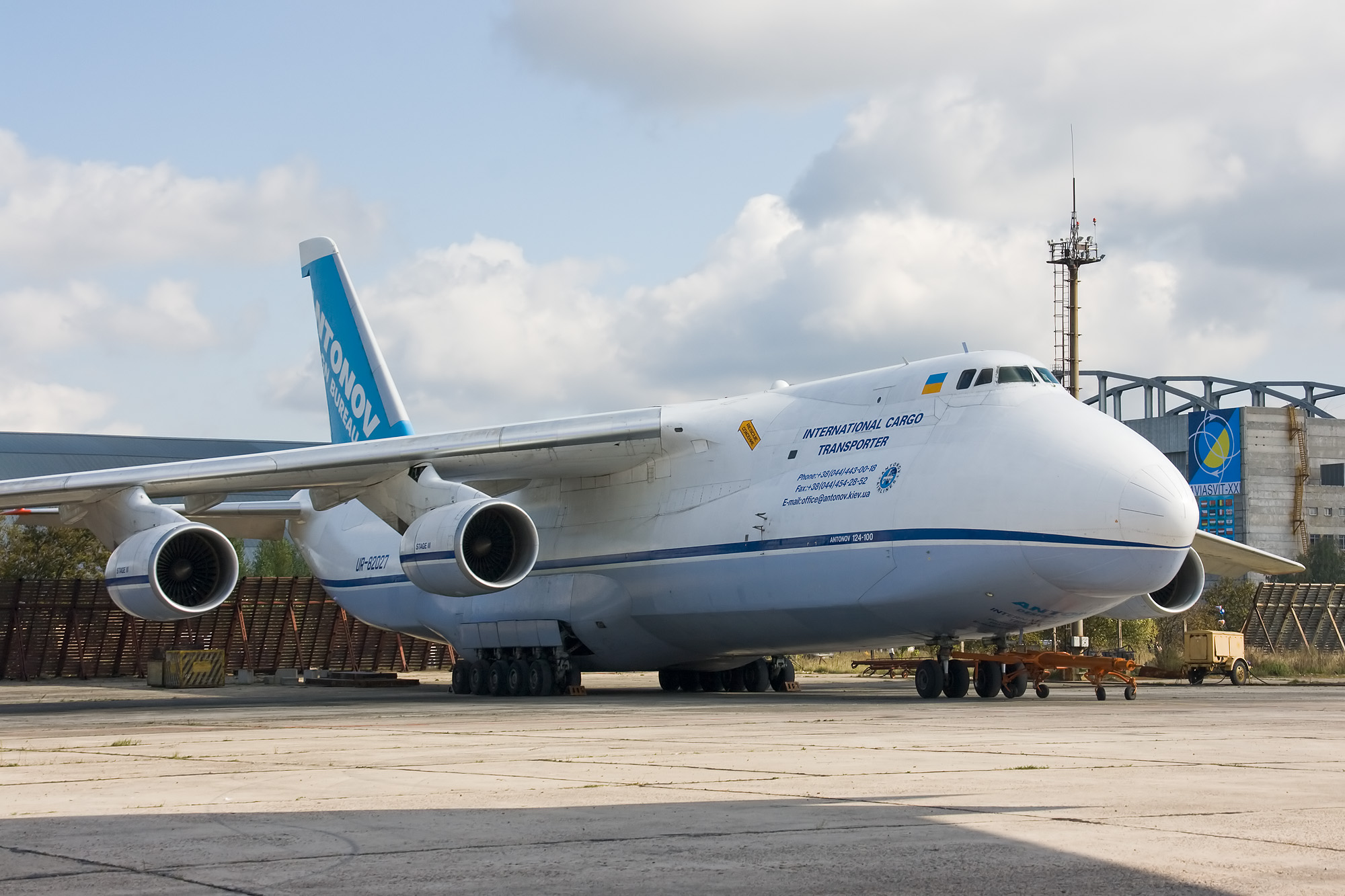
Um Antonov An-124 da Antonov Design Bureau.
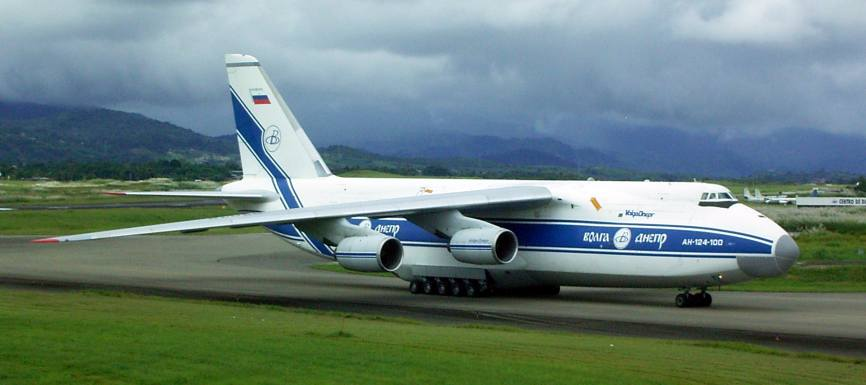
Um Antonov An-124-100 da Volga-Dnepr.
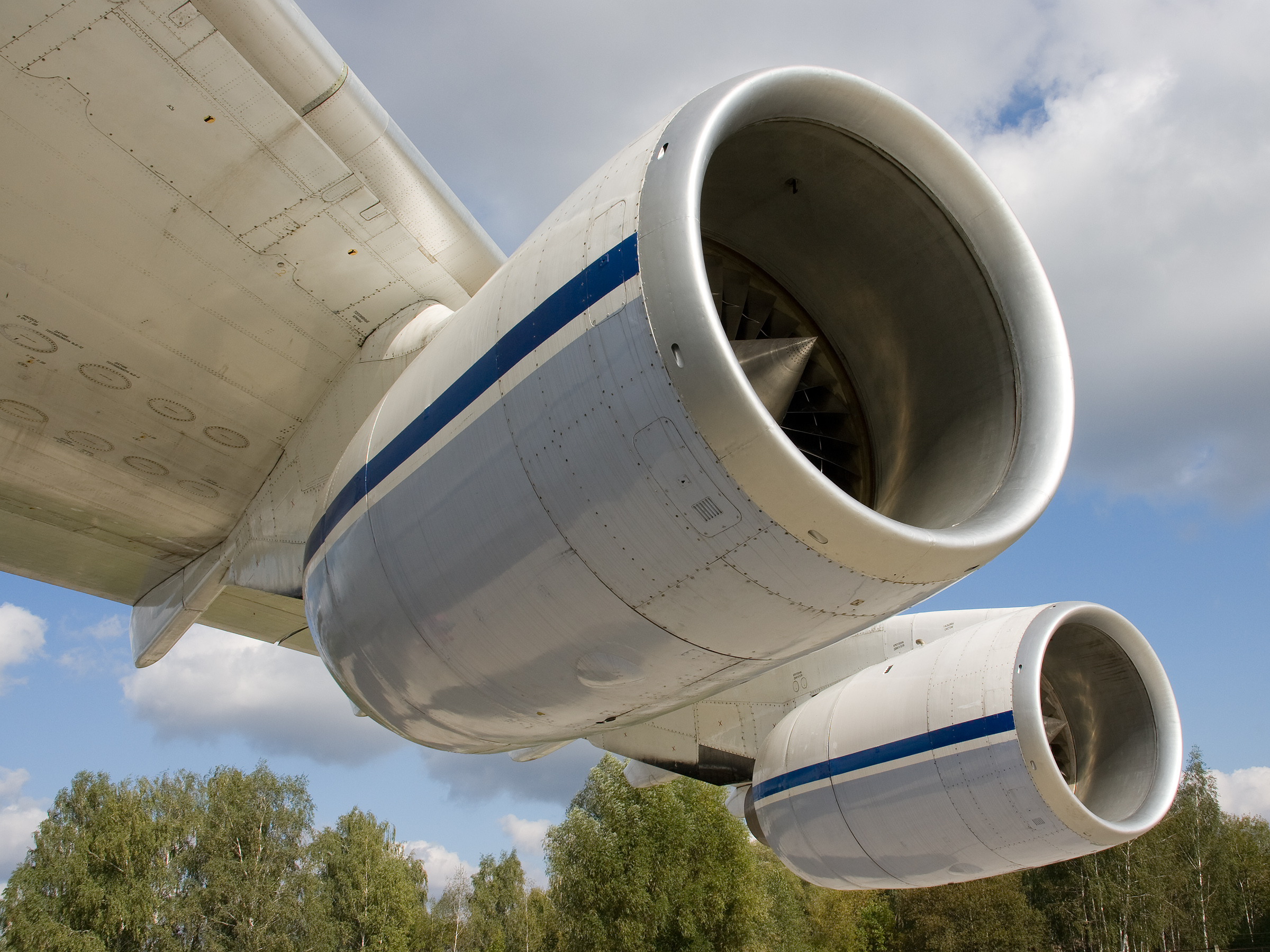
Os dois motores da asa esquerda de um Antonov An-124.
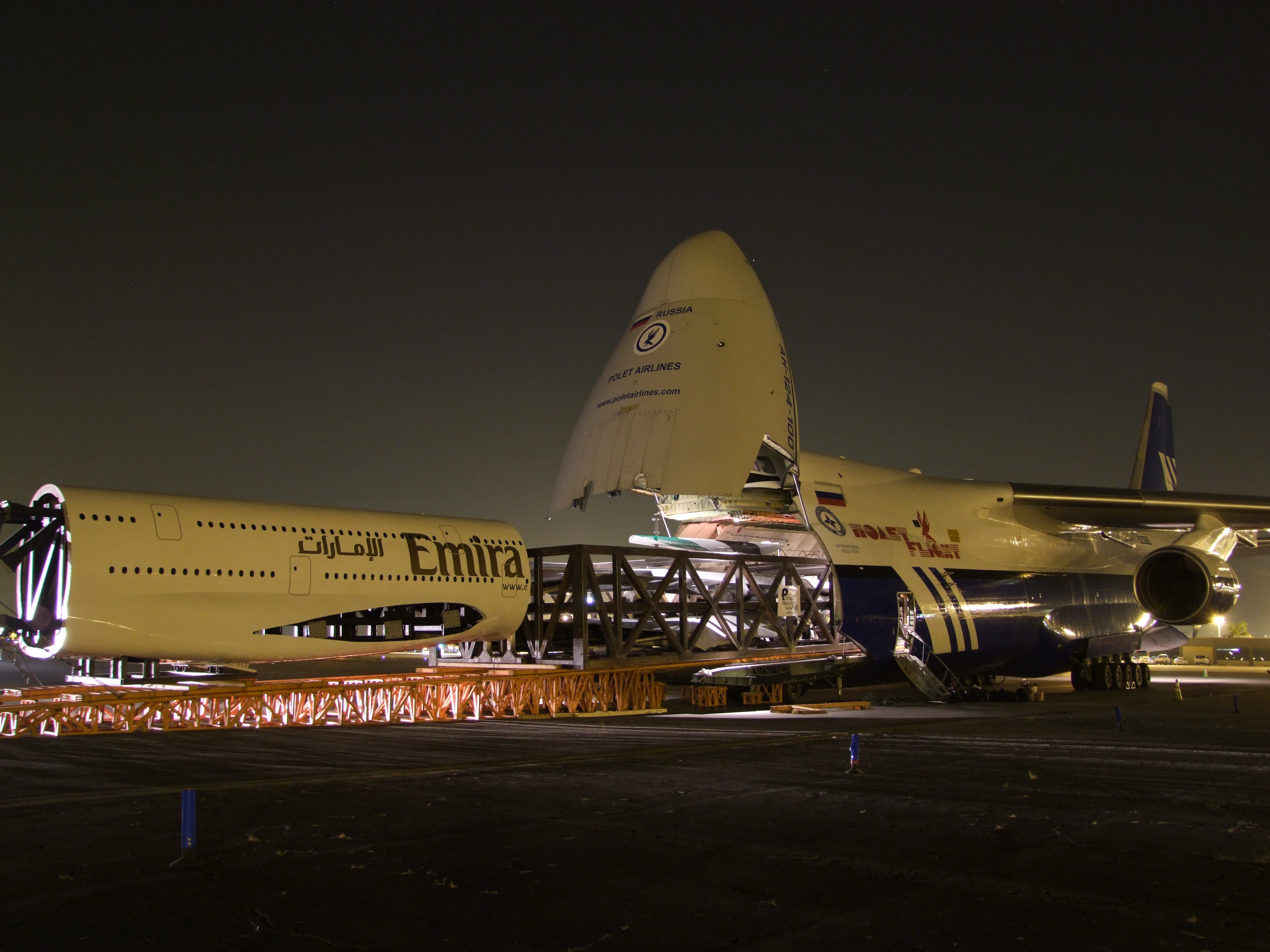
Um Antonov An-124 da Polet Airlines.
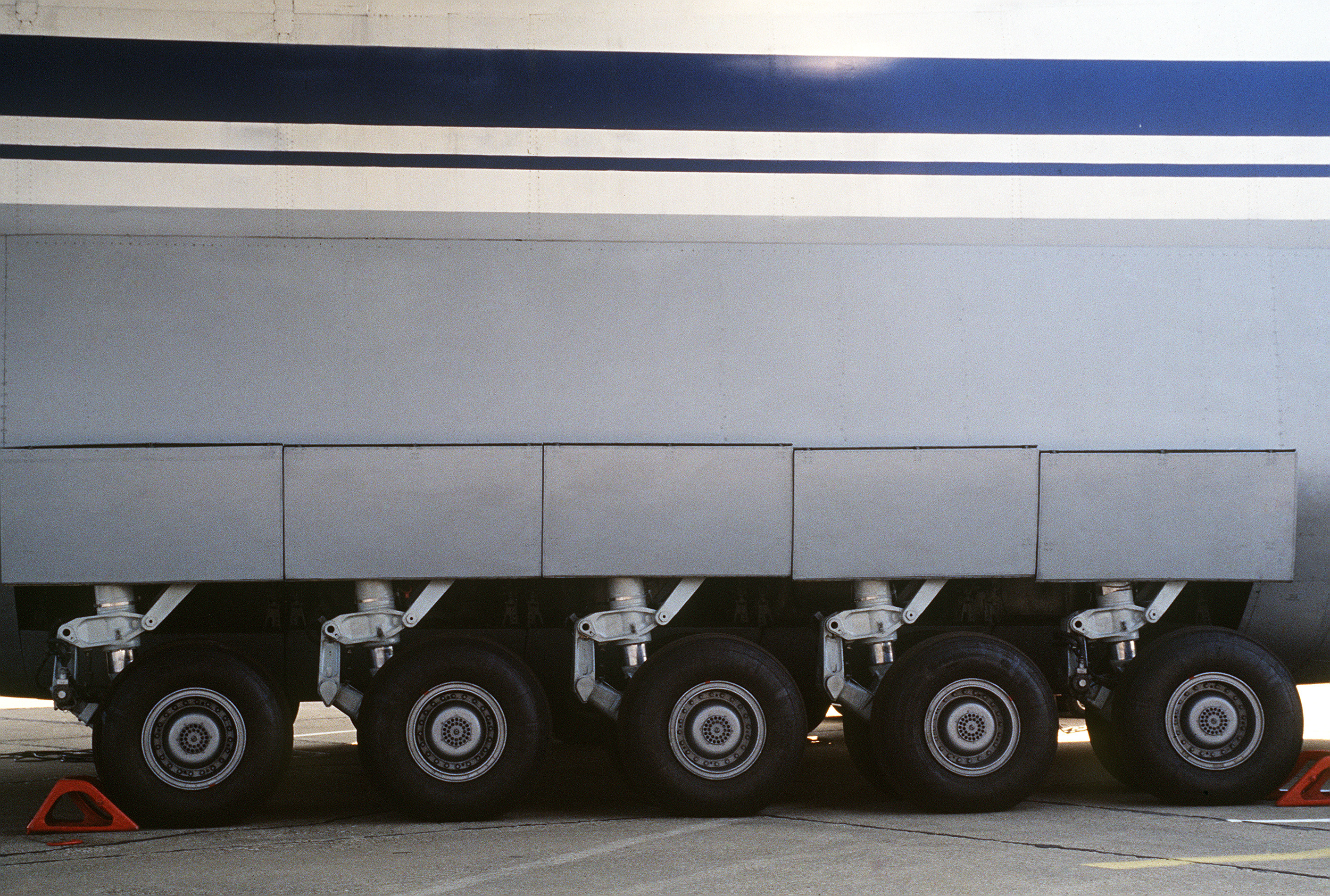
Trem de pouso traseiro de um Antonov An-124. Repare como o assoalho do avião fica rente ao chão, também repare a quantidade de pneus compostos e apenas um lado da aeronave.
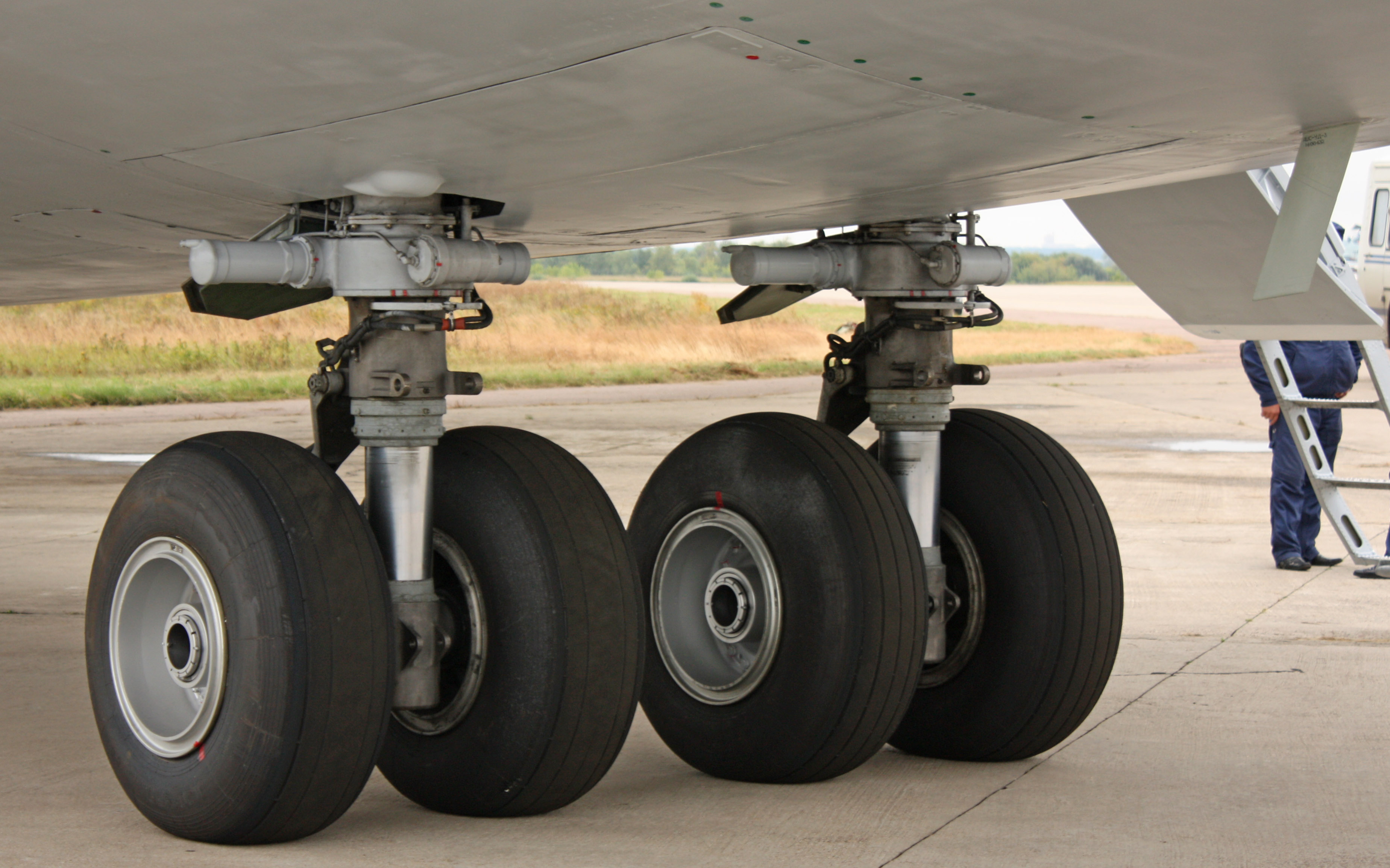
Trem de pouso frontal duplo, típico de um Antonov An-124, e de um Antonov An-225

## Tabelas sobre o Avião
Abaixo, são exibidas algumas tabelas que se relacionam com o Antonov An-124. Todas as unidades obedecem ao SI, exceto quando for mencionado na tabela. Por exemplo, para comprimento a medida que utilizamos é o metro. Para força (ou empuxo, no caso), a medida é o newton. Para as velocidades, em vez de empregarmos o m/s (metro por segundo), como manda o SI, utilizamos o popular km/h (quilômetro por hora). Essa é a única exceção.
| Dimensões e Capacidades do Avião                  | Medida                                        |
| ------------------------------------------------- | --------------------------------------------- |
| Comprimento                                       | 68,96 m (226 ft)                              |
| Envergadura                                       | 73,3 m (240 ft)                               |
| Área da asas                                      | 628 m² (6 760 ft²)                            |
| Altura (considerando o estabilizador vertical)    | 20,78 m (68,2 ft)                             |
| Tripulação                                        | de 3 a 6 (Versão Civil) ou 7 (Versão Militar) |
| Capacidade para...                                | 88/350 passageiros                            |
| Carga Líquida Máxima                              | 150 000 kg (331 000 lb)                       |
| Peso Vazio                                        | 175 000 kg (386 000 lb)                       |
| Peso Carregado                                    | 230 000 kg (507 000 lb)                       |
| Peso Máximo de Decolagem                          | 405 000 kg (893 000 lb)                       |
| Motorização                                       | 4 x turbofans Progress D-18T                  |
| Relação Empuxo/Peso                               | 0,23129                                       |
| Empuxo de Cada Motor (An-124-100 e An-124 Ruslan) | 229,5                                         |
| Empuxo de Cada Motor (AN-124-210)                 | 264                                           |
| Velocidade Máxima                                 | 865 km/h (467 kn)                             |
| Velocidade de Cruzeiro Típica                     | 800 km/h (432 kn)-850 km/h (459 kn)           |
| Teto de Voo                                       | 12 000 m (39 400 ft)                          |
| Distância para decolagem (MTOW)                   | 2 520 m (8 270 ft)                            |
| Distância para aterrissagem (MTOW)                | 900 m (2 950 ft)                              |

Desenhos técnicos do Antonov An-124.

Essa próxima tabela expressa a autonomia de voo do Antonov An-124, utilizando a motorização inicial, isto é, a empregada na primeiras versões. Por exemplo, a autonomia de voo do An-124-100M-150, com 122 toneladas é de 5,250 km (2,835 nmi).
| Peso carregado         | Alcance do An-124     |
| ---------------------- | --------------------- |
| 0 toneladas de carga   | 15.000 km (8,100 nmi) |
| 10 toneladas de carga  | 14.125 km (7,627 nmi) |
| 20 toneladas de carga  | 13.250 km (7,154 nmi) |
| 30 toneladas de carga  | 12.375 km (6,682 nmi) |
| 40 toneladas de carga  | 11.500 km (6,210 nmi) |
| 72 toneladas de carga  | 8.700 km (4,698 nmi)  |
| 90 toneladas de carga  | 7.125 km (3,847 nmi)  |
| 97 toneladas de carga  | 6.495 km (3,507 nmi)  |
| 104 toneladas de carga | 5.900 km (3,186 nmi)  |
| 108 toneladas de carga | 5.550 km (2,997 nmi)  |
| 120 toneladas de carga | 4.500 km (2,430 nmi)  |
| 122 toneladas de carga | 4.325 km (2,335 nmi)  |

A tabela a seguir mostra algumas diferenças entre dois modelos do An-124. Lembre-se de que a primeira versão civil do mesmo não era apresentava todas as características da versão militar! Os modelos escolhidos foram o An-124-100 (primeira versão civil) e o An-150 (uma das primeiras versões que foram o resultado de uma "reforma" do An-124 para propósitos civis).
| Performance                   | An-124-100    | An-124-150    |
| ----------------------------- | ------------- | ------------- |
| Carga Útil Máxima             | 120 toneladas | 150 toneladas |
| Autonomia (com 120 toneladas) | 4.500 km      | 5.200 km      |
| Vida Útil                     | 24.000 horas  | 50.000 horas  |
| Tripulação                    | 6             | 4             |